# Jamboree mondial de 1971

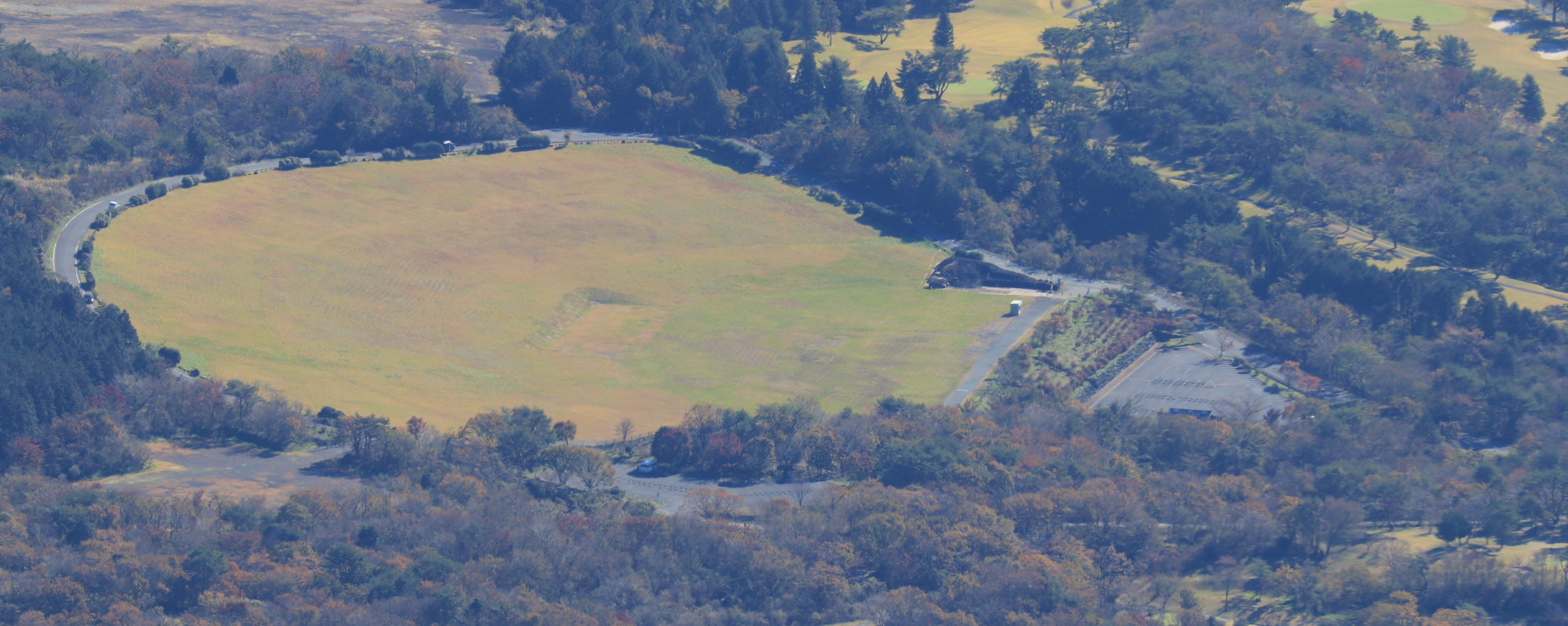
L'arène d'Asagiri vue depuis le mont Kenashi (montagnes Tenshi) à Fujinomiya, préfecture de Shizuoka, Japon.

Le jamboree mondial de 1971, est le treizième jamboree scout. 
Il se tient à Asagiri Heights au Japon, près du Mont Fuji, et rassemble près de 24 000 scouts venus de 87 pays.
Le Jamboree a pour devise "Pour la compréhension".

## L'organisation du camp
Beaucoup d'activités variées sont organisées dans un camp au décor oriental. L'apparition d'un typhon au milieu du camp, et la sérieuse inondation qu'il provoque, oblige 16 000 scouts à être évacués pendant 48 heures. 